# Le prix de la liberté
O Preço da Liberdade é um filme dos Camarões de 1978 dirigido por Jean-Pierre Dikongué Pipa.

## Sinopse
Recusando as investidas sexuais do chefe da sua aldeia e a autoridade do pai, uma jovem decide fugir para a cidade. Aí reencontra alguns elementos da família, tenta relançar a sua vida, matricula-se no liceu e faz novos amigos.
Todavia, percebe que também na cidade as relações sociais são determinadas por cedências sexuais e que à sua volta toda a gente já se rendeu a isso. Ao perder o único amor da sua vida, volta à aldeia de onde fugiu e, revoltada, pega-lhe fogo.

## Ficha artística
- Marie-Thérèse Badje
- Bibi Kouo, Marthe Momha
- Albert Mouangue
- Madeleine Ndoum